# Dmitri Fúrmanov
Dmitri Fúrmanov (rus: Дмитрий Андреевич Фурманов)  (Fúrmanov, 26 d'octubre de 1891 (Julià) - Moscou, 15 de març de 1926), nom complet amb patronímic Dmitri Andréievitx Fúrmanov, rus: Дми́трий Андре́евич Фу́рманов, fou un prosista soviètic, líder revolucionari, militar i polític.
L'obra més famosa del patrimoni literari de Fúrmanov és la novel·la Txapàiev, que fou la base del film del mateix nom.

## Biografia
El pare, Andrei Mikhàilovitx Fúrmanov, provenia dels camperols de la gubèrnia de Iaroslavl; la mare, Ievdokia Vassílievna, era de la família d'un sabater de Vladímir.
Als dies de la seva joventut, Fúrmanov va estudiar a la realschule de Kíneixma. I, tot i que va viure a Kíneixma només uns tres anys (1909-1912), van ser importants per al desenvolupament de la seva visió del món i la formació del seu caràcter. Fou a la realschule on Dmitri Fúrmanov va decidir finalment dedicar la seva vida a la literatura. Després de graduar-se l’agost de 1912, va ingressar a la Facultat de Filologia de la Universitat de Moscou, on es va graduar el 1915, però no va aconseguir aprovar els exàmens estatals. Va participar en la Primera Guerra Mundial com a germà de la misericòrdia de la Creu Roja, amb el rang de pràporsxik. Al tren hospital, va conèixer una germana de misericòrdia, Anna Níkititxnaia Steixenko, i s'hi va casar.

### Revolució d'Octubre i Guerra Civil
A la primavera de 1917 es va unir als maximalistes socialrevolucionaris i després se'n va anar als anarquistes. Va ser ascendit durant el cop fallit de Kornílov (agost de 1917), quan es va convertir en secretari del quarter general de les organitzacions revolucionàries d'Ivànovo-Voznessensk. Des del setembre, com a vicepresident del soviet local, va donar suport a la Revolució d'Octubre i va ordenar l'arrest dels treballadors en vaga de correus i telègrafs. L'estiu de 1918 es va unir al Partit Comunista. Al capdavant del destacament de la Guàrdia Roja, va participar en la supressió de l'aixecament de Iaroslavl. En aquest moment, es va apropar a Mikhaïl Frunze, que llavors era, a Ivànovo-Voznessensk, el president del comitè provincial del Partit Comunista i el comissari militar de l'óblast d'Ivànovo-Voznesensk. A la tardor de 1918 es va convertir en secretari del comitè regional d'Ivànovo-Voznessensk del Partit Comunista. Al mateix temps, en nom de Frunze, que ja s'ha convertit en comissari del districte militar de Iaroslavl, s'encarregà de la propaganda entre les unitats militars del districte.
A principis de 1919, quan Frunze va ser nomenat comandant del 4t exèrcit del front oriental, també va ser enviat com a treballador polític al front oriental. a partir del 25 de març, fou comissari de la 25a divisió d'infanteria, comandada per Vassili Txapàiev. El 30 de juny de 1919 a causa d'un conflicte amb Txapàiev (per gelosia: Txapàiev va tenir una aventura amb la dona de FÚrmanov, Anna Steixenko) va ser traslladat de la divisió a Turkestan. Des d'agost de 1919 fins a setembre de 1920 va ser el cap del departament polític del Front del Turquestan. Des de finals de 1919 fou comissionat pel Soviet Militar Revolucionari a Semirétxie.
Els dies 12-19 de juny de 1920, durant l’aixecament a la guarnició de la ciutat de Verni (Almati), va tenir un paper fonamental en la supressió de la revolta: Fúrmanov va negociar amb els rebels, fent temps fins que van arribar les tropes adequades (aquest episodi el descriu a la seva novel·la "El motí", rus: Мятеж.
Des de l'agost de 1920, al Kuban, comissari del destacament aeri Iepifan Kovtiukh I cap del departament polític deL 9è exèrcit del Kuban. Va participar en batalles contra el desembarcament d'Ulagai, va resultar greument ferit i se li va concedir l'Orde de la Bandera Roja.

### Activitat literària

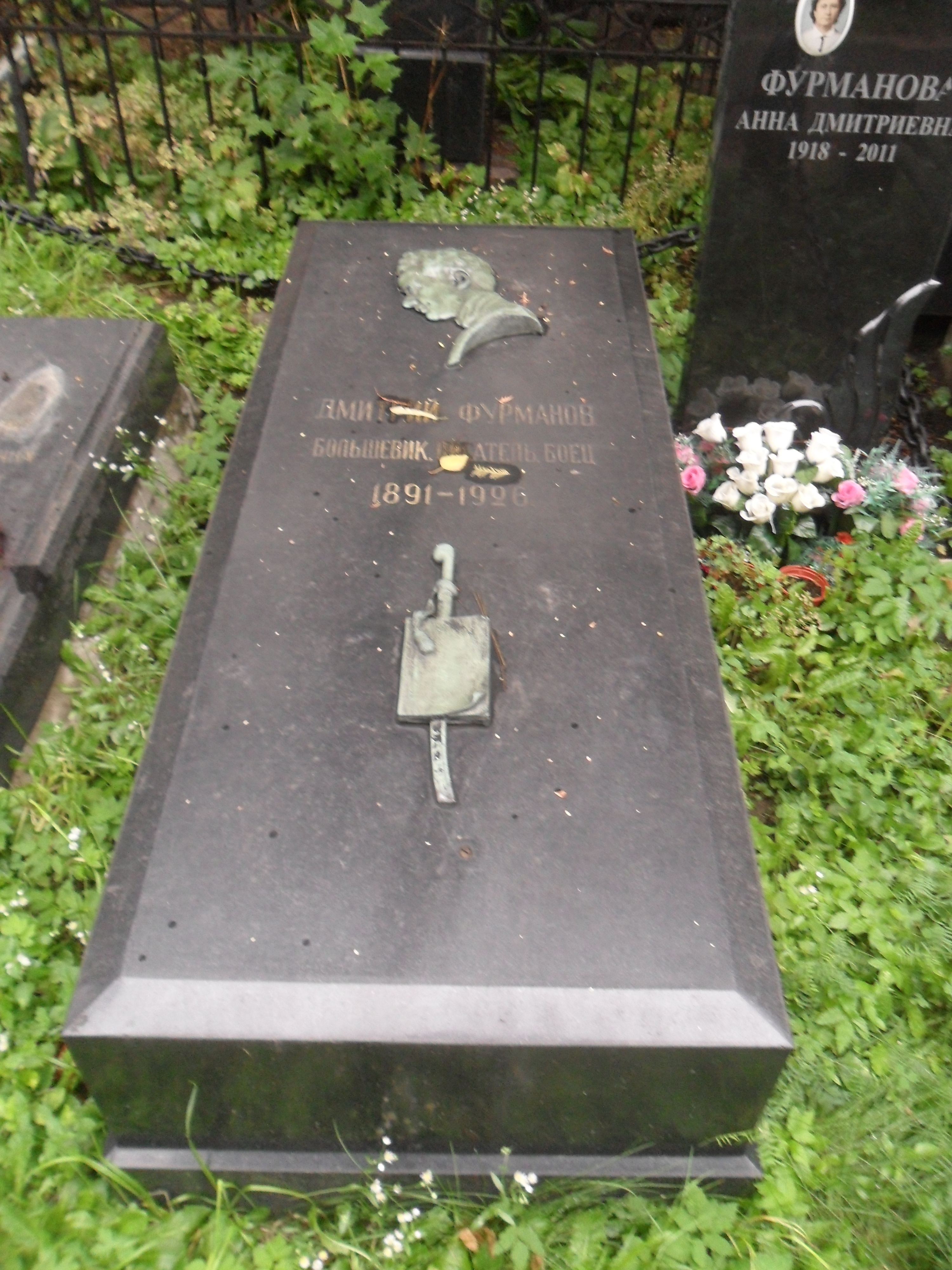
Tomba de Dmitri Fúrmanov al cementiri de Novodévitxi

El juny de 1921 va arribar a Moscou, va treballar al departament literari i editorial de l’Administració política del Soviet Militar Revolucionari i fou membre del Soviet Editorial Militar Suprem; des del novembre estigué al capdavant del consell editorial de la revista Voiennaia naüka i revoliútsia ("Ciència militar i revolució") i, alhora, completà la seva formació filològica a la Universitat de Moscou (on es graduà el 1924). A partir de setembre de 1923 treballà a l’Editorial Pública Estatal, primer com a redactor polític, i després com a redactor del departament de ficció contemporània.
El 1924-1925 fou secretari de l'Associació d'Escriptors Proletaris de Moscou (MAPP, per les seves sigles en rus).
El 1926 va morir de meningitis i va ser enterrat al cementiri de Novodévitxi.
El 1941 es va canviar el nom de la ciutat de Sereda (óblast d'Ivànovo), on va néixer l'escriptor. Des de llavors es diu Fúrmanov.